# Valerij Solovcov
Valerij Solovcov (28 gennaio 1904 – Leningrado, 29 novembre 1977) è stato un attore sovietico.

## Filmografia parziale

### Attore
- Kat'ka, mela renetta di carta (1926)
- Il calzolaio di Parigi (1927)
- Un frammento d'impero (1929)

## Premi
- Artista onorato della RSFSR
- Premio Stalin
- Ordine della Guerra patriottica
- Ordine della Stella rossa